# Гуска (село)
Гу́ска — село в Україні, у Малинській міській територіальній громаді Коростенського району Житомирської області. Населення становить 70 осіб (2001).

## Історія
12 червня 2020 року, відповідно до розпорядження Кабінету Міністрів України № 711-р «Про визначення адміністративних центрів та затвердження територій територіальних громад Житомирської області», територію та населені пункти Дібрівської сільської ради включено до складу Малинської міської територіальної громади Коростенського району Житомирської області.

## Населення

### Мова
Розподіл населення за рідною мовою за даними перепису 2001 року:
| Мова       | Кількість | Відсоток |
| ---------- | --------- | -------- |
| українська | 70        | 100%     |